# ブリュッセル万国博覧会 (1910年)
1910年のブリュッセル万国博覧会（ブリュッセルばんこくはくらんかい, Exposition Universelle et Internationale de Bruxelles 1910, Expo 1910）は、1910年4月23日から11月7日までベルギーのブリュッセルで開催された国際博覧会である。会期中1300万人が来場した。